# Symphonie no 6 de Schubert
Pour les articles homonymes, voir Symphonie no 6.
La Sixième symphonie en ut majeur D.589 de Franz Schubert fut écrite entre octobre 1817 (date figurant en tête du manuscrit) et février 1818. Elle est surnommée la Petite ut majeur, par opposition à la Grande symphonie en ut majeur du même compositeur.
Cette symphonie est une des moins connues et des moins jouées du compositeur. Son écriture se ressent de l'influence de Beethoven (le Scherzo presto rappelle beaucoup celui de la Première symphonie de Beethoven) mais également celle de Rossini, dont les succès commençaient à Vienne. Schubert, à la même époque, compose d'ailleurs deux Ouvertures dans le style italien (D.590 et 591). Toutefois, certains éléments propres à Schubert demeurent, et annoncent les prochaines symphonies ; c'est surtout le cas de la coda immense et majestueuse du Finale (Allegro moderato), qui préfigure les audaces de la Grande.
La symphonie fut jouée pour la première fois en public quelques mois après la mort de Schubert à la Vienna Gesellschaft der Musikfreunde, le 14 décembre 1828. Elle y fut jouée d'ailleurs à la place de la Grande, estimée alors trop difficile.
1. Adagio - Allegro
2. Andante
3. Scherzo : Presto
4. Allegro moderato

## Orchestration
| Instrumentation de la sixième symphonie                              |
| Cordes                                                               |
| premiers violons, seconds violons, altos, violoncelles, contrebasses |
| Bois                                                                 |
| 2 flûtes, 2 hautbois, 2 clarinettes en ut, 2 bassons                 |
| Cuivres                                                              |
| 2 cors en ut, 2 trompettes en ut                                     |
| Percussions                                                          |
| timbales (en ut et sol)                                              |